# Kawęczyn (powiat turecki)
Kawęczyn – wieś w Polsce położona w województwie wielkopolskim, w powiecie tureckim, w gminie Kawęczyn.
Wieś położona jest 11 km na południe od Turku, przy drodze lokalnej do Głuchowa.
W latach 1954–1959 wieś należała i była siedzibą władz gromady Kawęczyn, po jej zniesieniu w gromadzie Kowale Pańskie. W latach 1975–1998 miejscowość należała administracyjnie do województwa konińskiego.
Miejscowość jest siedzibą gminy Kawęczyn.
Najstarsza wzmianka o istnieniu wsi pochodzi z 1390 roku. Należała ona do klucza uniejewskiego dóbr arcybiskupstwa gnieźnieńskiego.
We wsi, w okresie PRL-u, powstała baza maszynowa Spółdzielni Kółek Rolniczych.
W Kawęczynie znajduje się Szkoła Podstawowa im. Marii Skłodowskiej-Curie i jednostka Ochotniczej Straży Pożarnej.

## Dwór
W Kawęczynie znajduje się późnoklasycystyczny dwór z połowy XIX wieku. Jest to piętrowy budynek z bocznymi parterowymi skrzydłami, od frontu zdobiony gankiem wspartym na czterech słupach przedzielonych arkadami. Po przeciwległej, wschodniej stronie znajduje się piętrowy, trzyosiowy ryzalit.
Za dworem rozciąga się park o powierzchni 3,7 ha, w którym znajduje się dwustumetrowa aleja grabowo-lipowa z drzewami o obwodzie 100–300 cm.

## Sport
W miejscowości działa klub sportowy GKS Orzeł Kawęczyn, którego sekcja piłkarska występuje w konińskiej A-klasie.